# Benjamin Cavet
Benjamin Cavet (* 1. Januar 1994 in Maidstone) ist ein britisch-französischer Freestyle-Skier. Er startet in den Buckelpisten-Disziplinen Moguls und Dual Moguls.

## Werdegang
Der gebürtige Brite Cavet verbrachte seine Kindheit in Crowborough in der englischen Grafschaft East Sussex und zog im Alter von 10 Jahren mit seiner Familie nach Frankreich. 2012 erhielt er die französische Staatsbürgerschaft.
Von 2009 bis 2011 nahm Cavet vorwiegend am Europacup teil. Seine besten Resultate dabei waren vier zweite Plätze. Im März 2011 gewann er bei den Juniorenweltmeisterschaften in Jyväskylä Silber im Moguls-Wettbewerb. Im selben Monat wurde er französischer Moguls- und Dual-Moguls-Meister. Sein erstes Weltcuprennen absolvierte er im Dezember 2011 in Ruka und belegte dabei den 19. Platz im Moguls-Wettbewerb. Im März 2012 siegte er erneut bei der französischen Meisterschaft in Tignes im Moguls. Bei den Olympischen Winterspielen 2014 in Sotschi wurde er Achter im Moguls-Wettbewerb. Zum Ende der Saison 2013/14 erreichte er zunächst in Voss mit dem fünften Platz im Moguls seine erste Top-10-Platzierung und in La Plagne mit dem dritten Platz im Dual-Moguls seine erste Podestplatzierung im Weltcup. Eine Woche später holte er bei den Juniorenweltmeisterschaften in Chiesa in Valmalenco die Silbermedaille im Moguls und die Goldmedaille im Dual-Moguls.
Zu Beginn der Saison 2015/16 belegte Cavet in Ruka den zweiten Platz im Dual-Moguls. Im weiteren Saisonverlauf kam er bei allen Weltcupteilnahmen unter die ersten Acht, darunter Platz 3 in Tazawako und Platz 2 in Moskau. Zum Saisonende errang er den zehnten Platz im Gesamtweltcup und den dritten Platz im Moguls-Weltcup. In der folgenden Saison erreichte er bei elf Weltcupteilnahmen neun Platzierungen unter den ersten Zehn, darunter drei dritte und drei zweite Plätze. Damit erreichte er den fünften Platz im Gesamtweltcup und den zweiten Rang im Moguls-Weltcup. Bei den Freestyle-Skiing-Weltmeisterschaften 2017 in der Sierra Nevada gewann er die Silbermedaille im Moguls, zudem wurde er Neunter im Dual Moguls. In der Saison 2017/18 wurde er mit sechs Top-Zehn-Platzierungen, darunter Platz zwei im Dual Mouls in Megève, Sechster im Moguls-Weltcup. Beim Saisonhöhepunkt, den Olympischen Winterspielen 2018 in Pyeongchang, errang er den 25. Platz im Moguls.
Nach Platz zwei im Moguls in Ruka zu Beginn der Saison 2018/19, kam Cavet in Thaiwoo und Tazawako jeweils auf den dritten Platz im Dual Moguls. Im Januar 2019 holte er im Moguls in Lake Placid seinen ersten Weltcupsieg und erreichte zum Saisonende den sechsten Platz im Gesamtweltcup und den dritten Rang im Moguls-Weltcup. Bei den Freestyle-Skiing-Weltmeisterschaften 2019 in Park City wurde er Sechster im Dual Moguls und Fünfter im Moguls. Anfang März 2019 gewann er bei der Winter-Universiade in Krasnojarsk Bronze im Dual Moguls und Gold im Moguls. In der Saison 2019/20 belegte er den neunten Platz im Gesamtweltcup und erneut den dritten Rang im Moguls-Weltcup. Dabei errang er je zwei zweite und dritte Plätze.

## Erfolge

### Olympische Winterspiele
- Sotschi 2014: 8. Moguls
- Pyeongchang 2018: 25. Moguls

### Weltmeisterschaften
- Sierra Nevada 2017: 2. Moguls, 9. Dual Moguls
- Park City 2019: 5. Moguls, 6. Dual Moguls

### Weltcupsiege
Cavet errang bisher 22 Podestplätze im Weltcup, davon 2 Siege:
| Datum             | Ort         | Land     | Disziplin |
| ----------------- | ----------- | -------- | --------- |
| 18. Januar 2019   | Lake Placid | USA      | Moguls    |
| 12. Dezember 2020 | Idre        | Schweden | Moguls    |

### Weltcupwertungen
| Saison  | Gesamt | Gesamt | Moguls | Moguls |
| Saison  | Platz  | Punkte | Platz  | Punkte |
| ------- | ------ | ------ | ------ | ------ |
| 2011/12 | 129.   | 6      | 31.    | 75     |
| 2012/13 | 274.   | 1      | 52.    | 13     |
| 2013/14 | 82.    | 15     | 14.    | 167    |
| 2014/15 | 68.    | 16     | 16.    | 140    |
| 2015/16 | 10.    | 47,25  | 3.     | 378    |
| 2016/17 | 5.     | 52,18  | 2.     | 574    |
| 2017/18 | 26.    | 32,60  | 6.     | 326    |
| 2018/19 | 6.     | 52,22  | 3.     | 470    |
| 2019/20 | 9.     | 53,10  | 3.     | 531    |

### Juniorenweltmeisterschaften
- Jyväskylä 2011: 2. Moguls, 5. Dual Moguls
- Chiesa in Valmalenco 2012: 8. Moguls, 9. Dual Moguls
- Chiesa in Valmalenco 2013: 4. Moguls, 9. Dual Moguls
- Chiesa in Valmalenco 2014: 1. Dual Moguls, 2. Moguls

### Weitere Erfolge
- Winter-Universiade 2019: 1. Moguls, 3. Dual Moguls
- 2 Podestplätze im Australian New Zealand Cup, davon 1 Sieg
- 4 Podestplätze im Europacup
- 3 französische Meistertitel (Dual Moguls 2011, Moguls 2011 und 2012)